# Parki narodowe w Paragwaju
W 2012 na terenie Paragwaju istniało 15 parków narodowych (jeden został zlikwidowany, jeden przemianowany na pomnik przyrody). Przypisy, jeśli nie zaznaczono inaczej, dotyczą całej kolumny.
| L.p. | Nazwa parku narodowego                 | Data utworzenia  | Powierzchnia (km²) | Uwagi |
| ---- | -------------------------------------- | ---------------- | ------------------ | --- |
| 1    | Park Narodowy Defensores del Chaco     | 6 sierpnia 1975  | 7800               | Ostoja ptaków IBA |
| 2    | Park Narodowy Tinfunqué                | 4 maja 1996      | 2800               | Obszar objęty konwencją ramsarską Zawarty w ostoi ptaków IBA PY011 (Parque Nacional Tinfunqué - Estero Patiño)                                           |
| 3    | Park Narodowy Paso Bravo               | 20 kwietnia 1998 | 1030               | |
| 4    | Park Narodowy Ypoá                     | 29 maja 1992     | 1000               | Obszar objęty konwencją ramsarską Ostoja ptaków IBA |
| 5    | Park Narodowy Teniente Agripino Enciso | 21 maja 1980     | 400                | Zawarty w ostoi ptaków IBA o tej samej nazwie |
| 6    | Park Narodowy Rio Negro                | 21 maja 2001     | 300                | W 1998 utworzony jako Reserva ecologica, w 2001 zmieniono status Obszar objęty konwencją ramsarską Część terenów przyległych uznana za ostoje ptaków IBA |
| 7    | Park Narodowy Caaguazú                 | 23 lutego 1976   | 160                | |
| 8    | Park Narodowy Ypacaraí                 | 7 maja 1990      | 160                | |
| 9    | Park Narodowy Cerro Cora               | 11 lutego 1976   | 120,38             | |
| 10   | Park Narodowy Ybycuí                   | 16 maja 1973     | 50                 | |
| 11   | Park Narodowy Ñacunday                 | 18 stycznia 1993 | 20                 | |
| 12   | Park Narodowy San Rafael               | 29 maja 1992     | 730                | Utworzony najpierw jako rezerwat, następnie zmieniono status na park narodowy, a w 2002 na Resource Reserve Ostoja ptaków IBA                            |
| 13   | Park Narodowy Bella Vista              | 20 kwietnia 1998 | 73                 | |
| 14   | Park Narodowy Médanos del Chaco        | 12 sierpnia 2003 | 5142               | Ostoja ptaków IBA |
| 15   | Park Narodowy Saltos del Guiara        | ?                | 9                  | Zlikwidowany, skały tworzące wodospad wysadzono |
| 16   | Park Narodowy Serranía San Luís        | 20 grudnia 1991  | 102,73             | |